# Новоросійсько-Таманська операція
Новоросійсько-Таманська операція — фронтова наступальна операція радянських військ на південному фланзі німецько-радянського фронту в ході битви за Кавказ. Завершальна операція битви за Кавказ проводилася силами Північно-Кавказького фронту за сприянням Чорноморського флоту та Азовської військової флотилії з метою остаточного розгрому військ Вермахту на Кубані в період з 9 вересня по 9 жовтня 1943 року.

## Передумови операції
В результаті Північно-Кавказької стратегічної операції (січень — лютий 1943) і наступних бойових дій Червоної армії на Кубані війська Північно-Кавказького фронту (генерал-полковник І. Ю. Петров) вийшли до сильно укріпленого рубежу оборони противника, так званої «Блакитної лінії», що прикривала підступи до Таманського півострову. На початок вересня 1943 на «Блакитній лінії» оборонялася німецька 17-та польова армія (генерал інженерних військ Е. Єнеке) групи армій «A», яка налічувала у своєму складі 16 дивізій (дев'ять піхотних, три гірсько-піхотні, дві легкі піхотні, одну авіапольову і одну кавалерійську) і кілька окремих частин — всього понад 400 тисяч людей, близько 2,9 тисячі гармат і мінометів, понад 100 танків і штурмових гармат. Її підтримувала авіаційна група (300 літаків) 4-го повітряного флоту. У Криму перебував румунський гірсько-піхотний корпус (три дивізії і кілька окремих частин), що становив оперативний резерв 17-ї армії.
Північно-Кавказький фронт мав у своєму складі 9-ту, 18-ту, 56-ту і 58-му загальновійськові і 4-ту повітряну армії — всього понад 317 тисяч людей, понад 4,4 тисячі гармат і мінометів, понад 300 танків і САУ і близько 700 літаків. 58-ма армія, яка охороняла узбережжі Азовського моря в операції участі не брала. В оперативному підпорядкуванні фронту знаходилися Чорноморський флот і Азовська військова флотилія. Північно-Кавказький фронт перевершував противника в артилерії і мінометів в 1,6 рази, в танках і САУ — в 3,1 рази, у літаках — у 2,3 рази, в особовому складі в 1,5 рази.
Замисел Новоросійсько-Таманської операції полягав у тому, щоб, завдавши головний удар силами 18-ї армії (генерал-лейтенант К. Н. Леселідзе) у взаємодії з Чорноморським флотом (віце-адмірал П. С. Октябрський) по Новоросійську з суші і моря, оволодіти ним і розвивати наступ у північно-західному напрямку, охоплюючи правий фланг 17-ї армії противника. Одночасно північніше і південніше річки Кубань мали наступати формування 9-ї (генерал-лейтенант О. О. Гречкін) і 56-ї (генерал-лейтенант А. А. Гречко) армій з метою розсікти угруповання противника, що протистояла, відрізати їй шляхи відходу в Крим та знищити по частинах. До операції залучалися близько 150 кораблів і допоміжних суден флоту. Наступ наземних військ підтримували 4-та повітряна армія (генерал-лейтенант авіації К. А. Вершинін) і авіація Чорноморського флоту (генерал-лейтенант авіації В. В. Ермаченков). При плануванні операції упор робився на досягнення раптовості. Німецьке командування було переконане в міцності оборони в районі Новоросійська і тому менше всього чекало наступу на цій ділянці фронту.

## Хід операції
У ніч на 10 вересня була проведена потужна артилерійська та авіаційна підготовка, а близько 3 години ночі, раптово для противника, в Новоросійському порту було висаджено десант. Одночасно почався наступ на суші східної і західної груп військ 18-ї армії (остання з плацдарму Мисхако — «Малої землі»). У ніч на 11 вересня був висаджений другий ешелон десанту. У цей же день перейшли в наступ війська 9-ї армії, які завдавали удару на Темрюк, а 14 вересня — війська 56-ї армії, що діяли на центральній ділянці фронту. 15 вересня у Новоросійську в ході запеклих боїв східні і західні групи 18-ї армії з'єдналися, і до ранку 16 вересня місто було звільнено.
18-та армія стала розвивати наступ у фланг і тил противника, а 9-та і 56-та армії тіснили його на захід, до узбережжя і морських портів Тамані. Активними діями — вогнем кораблів і ударами авіації — Чорноморський флот (командувач — віце-адмірал Л. А. Владимирський) та Азовська військова флотилія (командувач — контр-адмірал С. Г. Горшков) підтримували наступали війська, порушували ворожі морські комунікації, а висадкою десантів в тилу противника не дозволяли йому міцно закріпитися на проміжних рубежах.
Увечері 8 жовтня частини 56-ї армії після 30-хвилинної артилерійської підготовки перейшли в наступ. До світанку 9 жовтня вони прорвали останній рубіж, що прикривав підступи до коси Чушка, зайняли кордон Ілліч і вийшли до берегів Керченської протоки. Розгромлені частини противника були притиснуті до моря і знищені. У ніч на 8 жовтня катери Чорноморського флоту висадили частини морської піхоти на косу Тузла і до ранку очистили її від ворога.

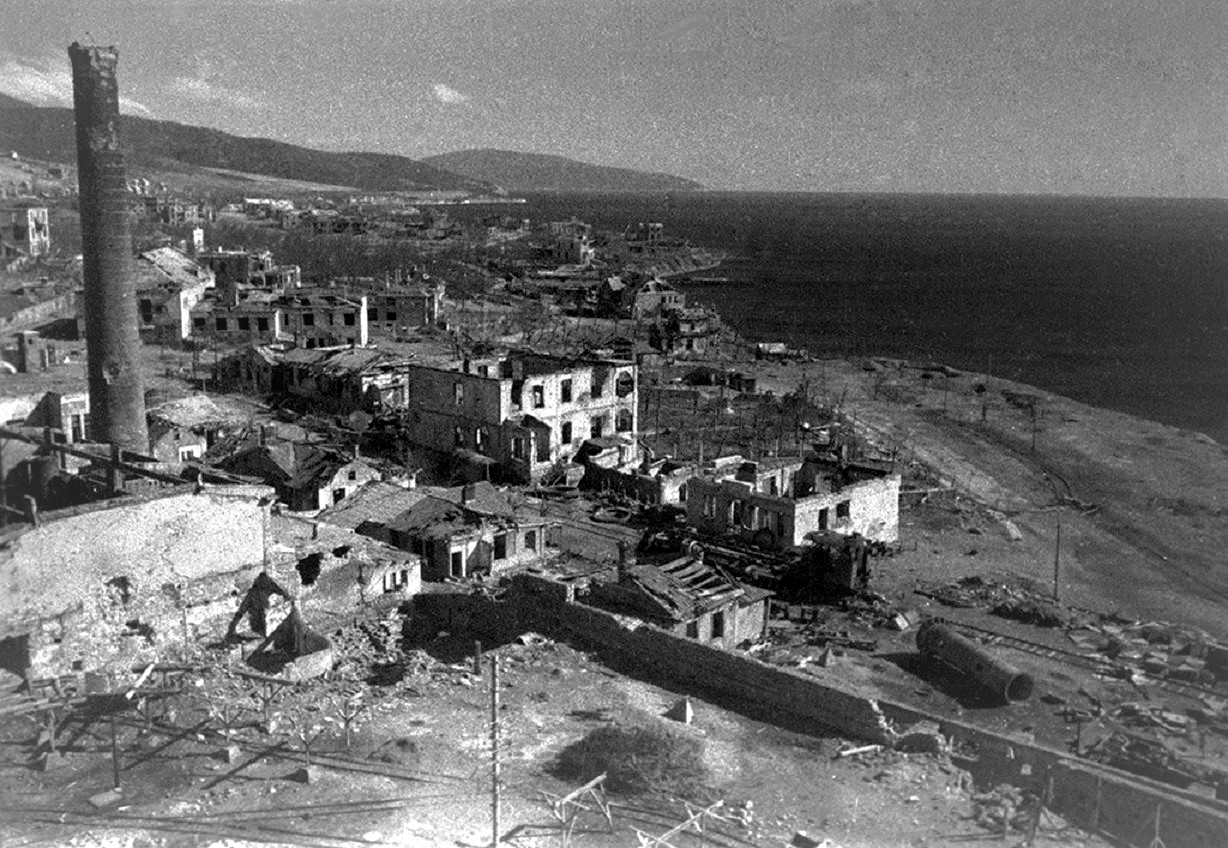
Новоросійськ після звільнення. Вересень 1943. Фото В. Іванова

Таким чином, в результаті наступу армій Північно-Кавказького фронту, кораблів, морської піхоти та авіації Чорноморського флоту і Азовської флотилії Таманський півострів був звільнений від противника. О 8 годині ранку 9 жовтня командувач 56-ю армією доповів Військовій раді Північно-Кавказького фронту: «…Таманський півострів частинами 56-ї армії до 7.00 9 жовтня 1943 повністю очищений від німецьких окупантів». За 30 діб запеклих боїв противник втратив 36 тис. загиблими та близько 22 тис. пораненими солдатів і офіцерів, не рахуючи потоплених і знищених на переправах. Радянські війська захопили 32 танки, 337 гармат, 229 мінометів, 540 важких метальних апаратів, 83 паровоза, 2 тис. 73 вагона, 184 складу та багато іншого військового майна. Водночас, варто зазначити, що попри великі втрати, які зазнали війська Вермахту від ударів з повітря в місцях навантаження на судна, німецькому командуванню все ж вдалося евакуювати основні сили 17-ї армії до Криму. Розгрому піддалися в основному ар'єргардні частини противника, що прикривали евакуацію головних сил.
9 жовтня 1943 о 10 годині вечора в Москві було дано салют на честь військ, які визволили Тамань.
Розгромом Таманського угруповання ворога і звільненням Таманського півострова закінчилася одна з найбільш битв радянсько-німецької війни — битва за Кавказ. Радянські війська ліквідували важливий оперативний плацдарм противника, який забезпечував йому оборону Криму і можливість наступальних дій у напрямку Кавказу. Німеччина була змушена вивести з Азовського моря усі свої кораблі. Звільнення Новоросійська і Таманського півострова значно поліпшило базування Чорноморського флоту і забезпечило надалі удари по кримському угрупованню супротивника з моря і через Керченську протоку.